# Momordenol
Momordenol ili 3β-hidroksi-stigmasta-5,14-dien-16-on je prirodno hemijsko jedinjenje,  sterol prisutan u svežoj gorkoj dinji (Momordica charantia).
Ovo jedinjenje je rastvorno u etil acetatu i metanolu, a ne rastvara se u čistom hloroformu ili petrolu. One kristalizuje u obliku finih igli koje se tope na 160–161°C. Ovo jedinjenje je bilo izolovano 1997. godine.